# Kynkäänsaaret
Kynkäänsaaret är öar i Finland.   De ligger i vattendraget Olhavanjoki och i kommunen Ijo i den ekonomiska regionen  Oulunkaari  och landskapet Norra Österbotten, i den centrala delen av landet, 600 km norr om huvudstaden Helsingfors. Arean för den av öarna koordinaterna pekar på är 8,6 hektar och dess största längd är 0,5 kilometer i öst-västlig riktning.